# Fabriciana doii
Fabriciana doii är en fjärilsart som beskrevs av Matsumura 1928. Fabriciana doii ingår i släktet Fabriciana och familjen praktfjärilar. Inga underarter finns listade i Catalogue of Life.